# Mora (Nuovo Messico)
Mora è un census-designated place (CDP) degli Stati Uniti d'America e capoluogo della contea di Mora nello Stato del Nuovo Messico. La popolazione era di 656 abitanti al censimento del 2010. Si trova circa a metà strada tra Las Vegas (Nuovo Messico) e Taos sulla Highway 518. La prima battaglia di Mora e la seconda battaglia di Mora furono combattute a Mora nel 1847, dove le truppe statunitensi alla fine sconfissero gli insorti, terminando effettivamente la rivolta di Taos nella valle di Mora.

## Geografia fisica
Secondo lo United States Census Bureau, la città ha una superficie totale di 20,67 km², dei quali 20,67 km² di territorio e 0 km² di acque interne (0% del totale).

## Società

### Evoluzione demografica
Secondo il censimento del 2010, la popolazione era di 656 abitanti.

### Etnie e minoranze straniere
Secondo il censimento del 2010, la composizione etnica della città era formata dal 69,36% di bianchi, lo 0% di afroamericani, lo 0,76% di nativi americani, lo 0,15% di asiatici, lo 0% di oceanici, il 27,9% di altre razze, e l'1,83% di due o più etnie. Ispanici o latinos di qualunque razza erano il 90,4% della popolazione.